# Maritime Circle Line

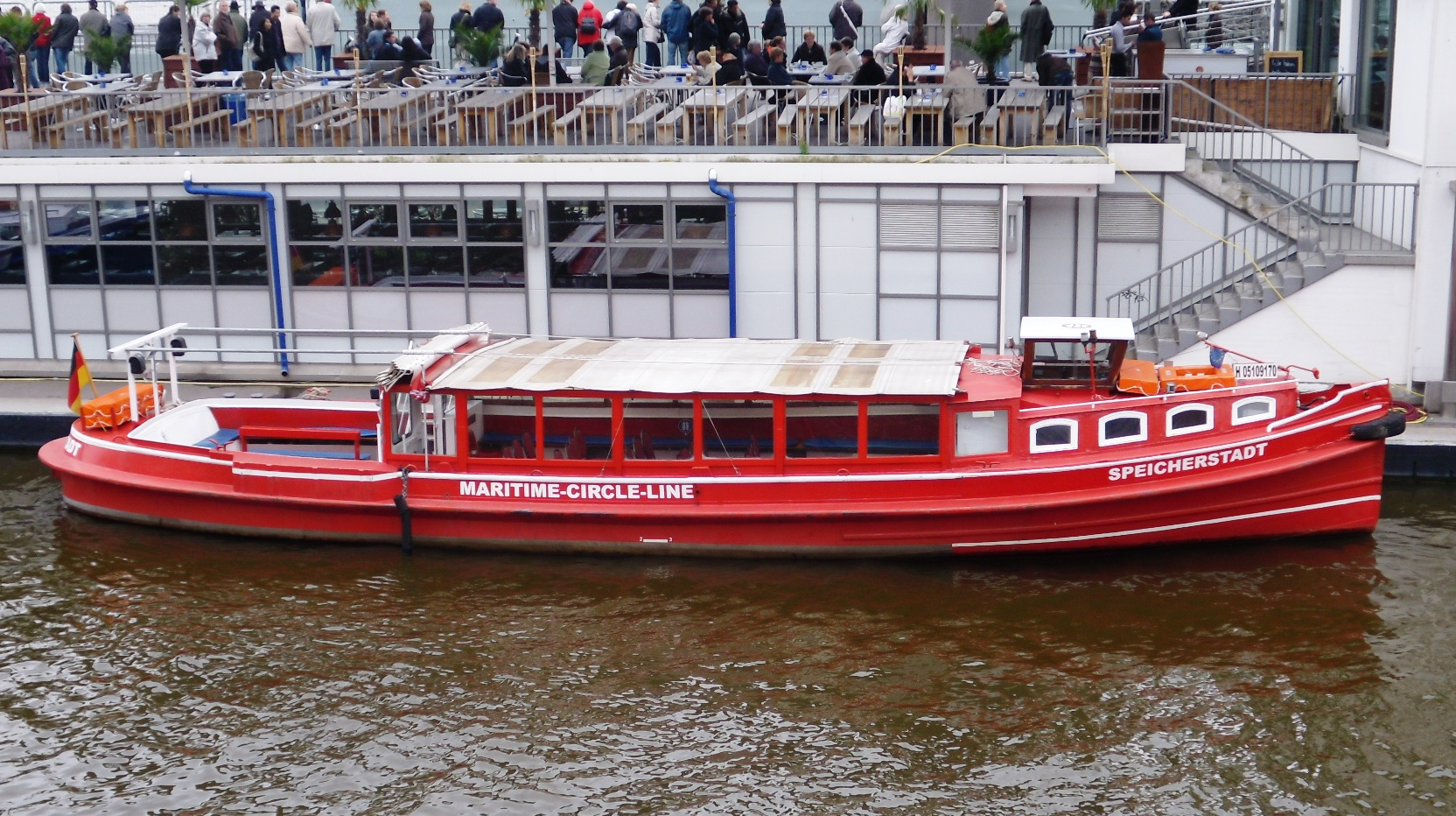
Speicherstadt, eine Barkasse der Maritime Circle Line in Hamburg

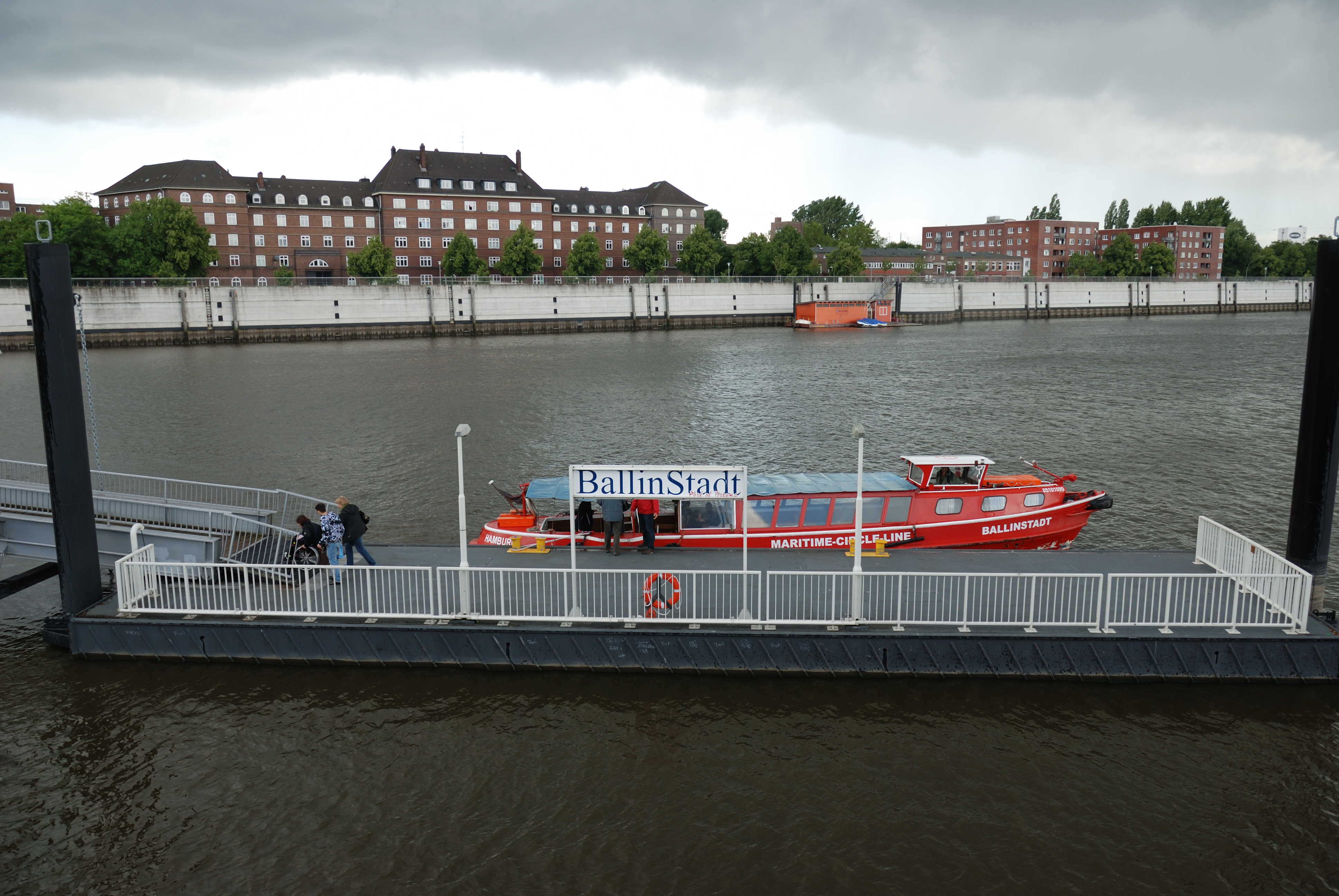
Anleger BallinStadt der Maritime Circle Line

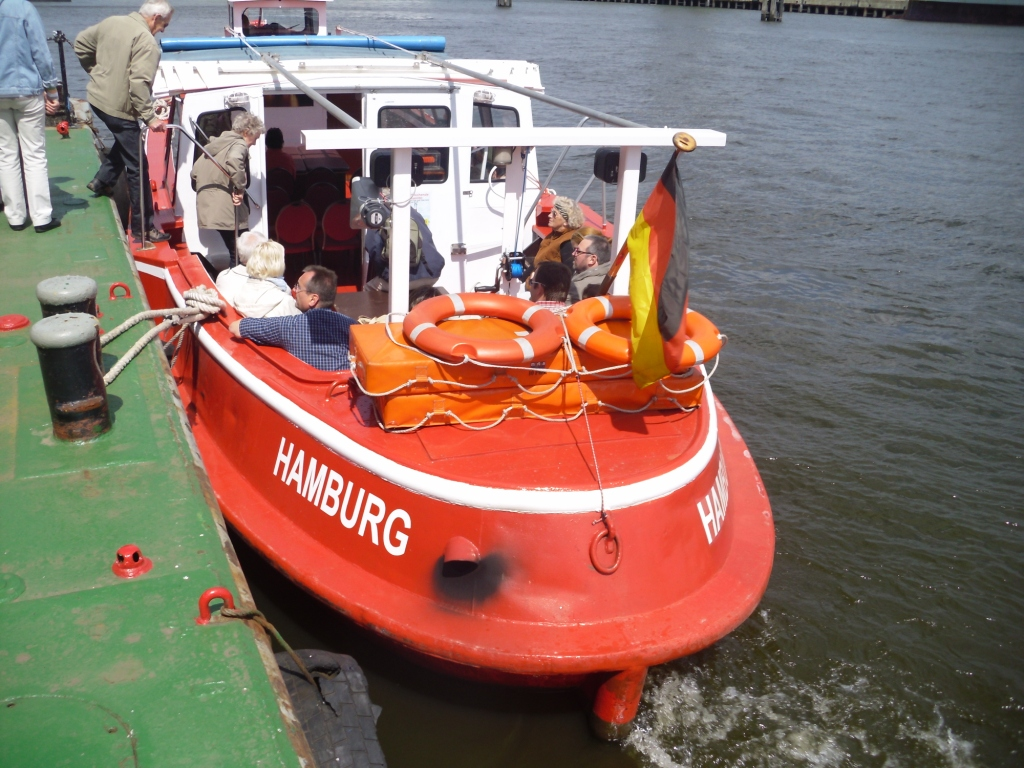
Anleger der Maritime Circle Line am Museumsschiff Bleichen

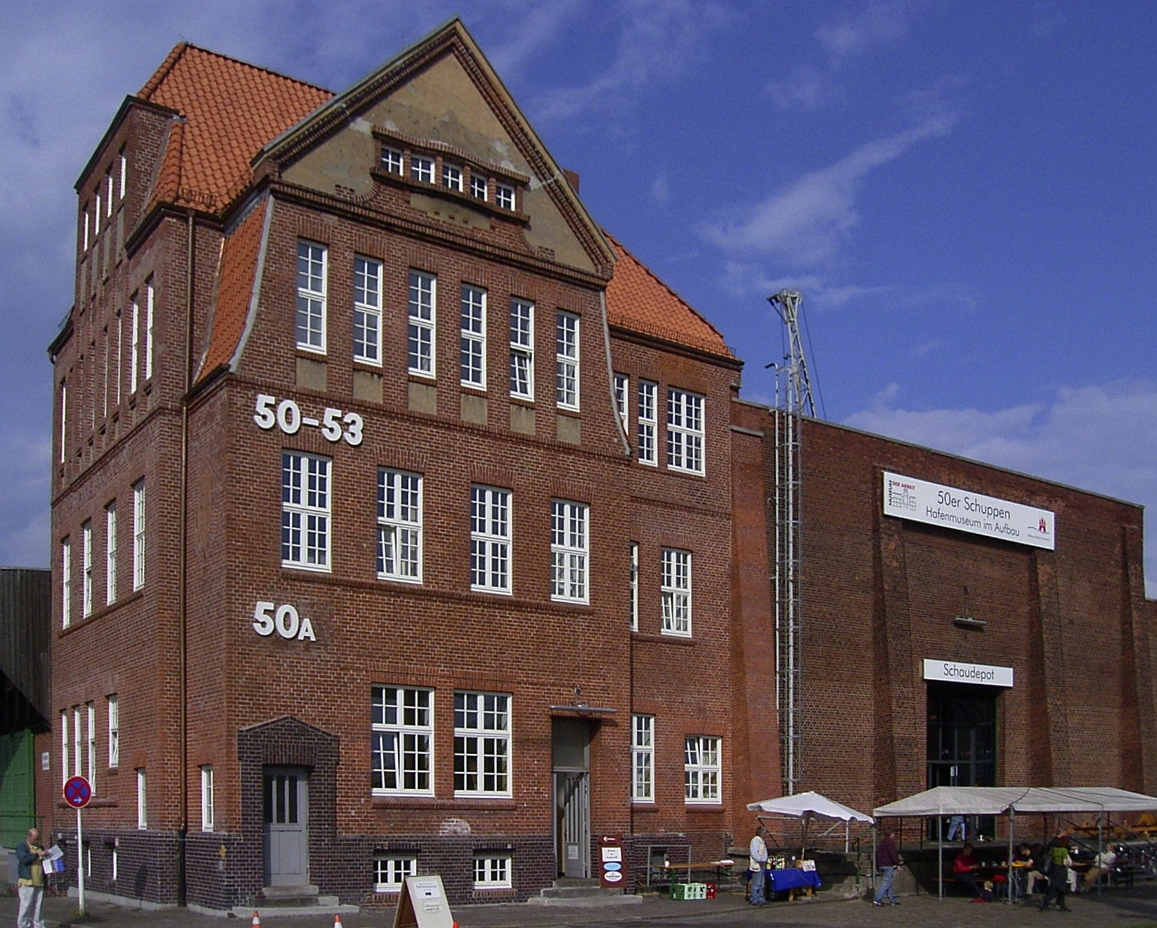
Das Hafenmuseum im Kopfbau des Schuppen 50A

Die Maritime Circle Line (MCL) ist eine Schifffahrtslinie im Hamburger Hafen der von Gregor Mogi gegründeten Reederei Gregors GmbH. Sie wird mit Barkassen nach festem Fahrplan betrieben, die im östlichen Hafenbereich vor allem historisch interessante Sehenswürdigkeiten anlaufen. In der Sommersaison (April bis September) werden täglich drei Fahrten angeboten, während der Wintersaison finden diese regelmäßig nur an den Wochenenden statt.

## Entstehung
Nach einer Seefahrtzeit absolvierte Mogi eine Ausbildung zum Reedereikaufmann und übernahm das traditionelle Geschäft mit Barkassen seiner Großeltern. 2006 wurde beim Bau des nach Albert Ballin benannten Auswanderermuseums BallinStadt am ursprünglichen Standort der von der Hamburg-Amerikanische Packetfahrt-Actien-Gesellschaft (HAPAG) errichteten Auswandererstadt auf der Veddel überlegt, dorthin eine Barkassenlinie einzurichten. Als die ursprüngliche Idee, diese Linie von mehreren Barkassenreedereien zu betreiben, scheiterte, setzte Mogi, diesen Plan 2007 allein um und steuert mit seinen roten Barkassen neben der BallinStadt auch andere historische maritime Sehenswürdigkeiten im Hamburger Hafen an. Die Maritime Circle Line erhielt von der Hafenverwaltung einen Liegeplatz an den St. Pauli Landungsbrücken. Der Name Circle Line wurde nach dem Vorbild der New Yorker Circle Line gewählt, die Touristen an der Wasserseite von New York befördert.

## Museen und Museumsschiffe mit Anlegestellen
Von den Landungsbrücken (Brücke 10) fährt die Barkasse der Circle Line auf der Norderelbe an den Schwimmdocks von Blohm + Voss und am Container-Terminal Tollerort (CTT) vorbei durch den Ellerholzhafen und die Ellerholzschleusen, ggf. auch durch den Reiherstieg, zur ersten Anlegestelle „Ernst-August-Schleuse / Wilhelmsburg“. Weiter geht es durch den Veddelkanal am flachen Spreehafen und am Bahnhof Hamburg Süd der Hamburger Hafenbahn vorbei zur Anlegestelle „BallinStadt“ im Müggenburger Zollhafen. Anschließend fährt die Barkasse ein Stück zurück und dann durch den Saalehafen in den Hansahafen, wo sich der nächste Anleger direkt am Hafenmuseum befindet. Über das Museumsschiff Bleichen kann man dieses erreichen. Gegenüber befindet sich der O’Swaldkai mit Einrichtungen für den RoRo-Verkehr und dem Fruchtterminal und speziellen Löscheinrichtungen für Früchte (vorwiegend Bananen), an dem regelmäßig Kühlschiffe gelöscht werden.
An der westlichen Seite befinden sich die 50er Schuppen mit vielen historischen Kaikränen und Eisenbahnwaggons, die zum Hafenmuseum gehören. Kurz dahinter befindet sich das Hansahöft, hier liegen zwei Schwimmkräne der HHLA in Bereitschaft. Sie laden oder löschen bei Bedarf Schwergutladung, die mit der Eisenbahn oder von Binnenschiffen angeliefert wird und für die Kaikräne zu schwer ist.
Danach gelangt die Barkasse wieder auf die Norderelbe, nördlich befindet sich die HafenCity mit immer noch vielen Baustellen und das Kreuzfahrtterminal. Die Reihenfolge für das Anfahren der nächsten Anleger ist vom jeweiligen Wasserstand abhängig. Am Kaispeicher B mit Zugang zum Maritimen Museum wird erneut angelegt, ein weiterer Anleger befindet sich an der „berühmten“ Elbphilharmonie bzw. im Sandtorhafen, der zum Traditionsschiffhafen ausgebaut wurde. Über den Zollkanal gelangt die Barkasse der Circle Line zum Anleger in der historischen Speicherstadt mit ihren denkmalgeschützten, vom Wasser und der Straße zugänglichen, Lagerhäusern. Vorbei am City-Sportboothafen am Baumwall und der Überseebrücke mit der Cap San Diego geht es wieder zur Brücke 10 der Landungsbrücken.

## Flotte
Seit 2016 werden die fünf Barkassen mit synthetischem Kraftstoff (GTL = Gas-to-liquids) betrieben, der keine Umrüstung der vorhandenen Dieselmotoren erforderte.